# Search Bloc
Search Bloc (hiszp. Bloque de Búsqueda) − nazwa trzech różnych operacji specjalnych jednostek Policji Krajowej Kolumbii (Policía Nacional de Colombia). Zostały one zorganizowane pierwotnie w celu zatrzymania lub zabicia bardzo niebezpiecznych osób lub grup osób.

## Pierwszy Search Bloc
Pierwszy Search Bloc został utworzony w 1992 roku przez prezydenta César Gaviria w celu zatrzymania bossa narkotykowego Pabla Escobara i jego współpracowników. Był on dowodzony przez pułkownika Hugo Martineza.
Członkowie Search Bloc, specjalnie wybrani z grupy ludzi odpornych na korupcję ze strony karteli narkotykowych, zostali wyszkoleni przez kolumbijską armię. Podczas swojej misji Search Bloc stanął w obliczu wielu przeszkód takich jak szpiegowanie wewnątrz grupy, podejrzenia o współpracę z organizacjami walczącymi z Escobarem (Los Pepes), czy podejrzane zgony podwładnych Escobara.
Escobar został zabity 2 grudnia 1993 roku podczas strzelaniny z członkami Search Bloc. Po rozbiciu kartelu z Medellín Search Bloc został przeniesiony do Cali by odnaleźć i zlikwidować struktury kartelu z Cali.

## Drugi Search Bloc
Search Bloc został reaktywowany w 2004 roku, aby zlikwidować handlarzy kokainą i heroiną w południowo-zachodniej Kolumbii. Misją nowego Search Bloc było rozbicie kartelu z Norte del Valle i aresztowanie jego lidera Diego Leóna Montoi Sáncheza, czego dokonano w roku 2007.

## Trzeci Search Bloc
W 2007 roku rząd kolumbijski ponownie nakazał utworzenie nowego Search Bloc przeciwko Águilas Negras, klasyfikując gang jako grupę byłych członków organizacji paramilitarnych.

## Kultura popularna
Pierwszy Search Bloc został pokazany w serialu Narcos portalu Netflix, który przedstawia sukces i upadek Pabla Escobara. W serialu Search Bloc jest kierowany przez postać pułkownika Horacia Carrillo, która została luźno oparta na pułkowniku Hugo Martinezie. Jednak Martinez jest przedstawiony w drugim sezonie serialu jako oddzielna postać.